# Tălagiu, Arad
Tălagiu este un sat în comuna Pleșcuța din județul Arad, Crișana, România.
Acesta se întinde pe ambele maluri ale Crișului Alb.
La începutul secolului al XVIII-lea a fost edificată o biserică de lemn, cu hramul "Sf. Arhangheli", situată pe locul numit Budu. Tradiția consemnează că de aici, biserica a fost mutată pe Dealul cu meri, de unde, în cele din urmă, pe locul actualei biserici. În biserică exista un antimis sfințit în anul 1736, iar pe ușile împărătești se afla înscris anul "1783". Un document din 1854 menționează că biserica ar fi fost edificată în 1790. În anul 1860 biserica este pictată de Ioan Demetrovici.
În anul 1931, Secția pentru Transilvania a Comisiei Monumentelor Istorice, aprobă demolarea bisericii din Tălagiu, de unde, referentul Coriolan Petranu, propunea păstrarea antimisului din anul 1736, a unui scaun episcopal (tron arhieresc), a unei ripide vechi și a unui chivot executat în anul 1800 de preotul Sirca. Biserica a fost demolată numai în anul l935, fiind înlocuită cu actuala de piatră ce poarta hramul celei vechi.
Castelul din sat (actualmente școală) a fost martorul acțiunilor lăncierilor lui Avram Iancu în 1849.
Localitatea Tălagiu este ceea mai mare localitate de pe raza comunei Pleșcuța. Aici se pot vizita câteva obiective interesante cum ar fi Grota Haiducilor de pe Valea Ursului care reprezintă un refugiu în care se ascundeau sătenii în timpul celor două războaie mondiale. Un alt obiectiv este cariera de caolin sau apă tămăduitoare de pe Valea Galiței.

## Istoric
Pe una din văile Apusenilor , în care curge domol spre Câmpia Banatului Crișul Alb, la egală distanță între comunele Hălmagiu și Gurahonț , de o parte și alta a căii ferate Arad-Brad, se află și așezarea rurală Tălagiu , ce face parte din comuna Pleșcuta , judetul Arad. Datorită configurației dealurilor care înconjoară localitatea, tălăgeanul a avut un orizont scurt , reușind doar să vadă cerul și a fost destul , și cu toate acestea localitatea s-a impus în atenția publică prin bogățiile solului și subsolului ca : piatra de andezit , caolinul , lemnul , fructele , unele produse agricole , sau prin unii fii ai săi , răsfirați prin diferite zone ale țării . Etimologic, denumirea de Tălagiu ar proveni de la cuvântul talaz = care înseamna loc cu păduri sau unde s-au făcut lăzuiri, defrișări sau tăieri de păduri. În lucrarea Monografia Zarandului , de Pavel Kozma , apăruta la Cluj în 1848, localitatea apare sub denumirea de Talats , iar în 1908 sub denumirea maghiarizată de Talacs , revenind la forma românească de Tălagiu dupa Unirea din 1918. Prima atestare documentară a localitații este anul 1439 când regele maghiar dăruiește despotului George Brancovici întinse moșii , printre care și domeniul Cetății Șiriei , de care aparține și întreaga vale a Crișului Alb . La această dată , localitatea apare ortografiată Thalagy , iar la 1698 în Registrul familiei Groza apare scris Talak (Csanki-1746) . Ca toate satele din zona Munților Apuseni și Tălagiu este format din mai multe crânguri sau cătune , dupa cum urmează : Crângul Nănești –dupa numele familiei Nan ce a predominat acolo ; - Hăgești - familia Hagea; - Blidărești - familia Blidar-confecționeri de veselă; - Mogoșeni - familia Mogoș și Gomoi ; - Hordulești – familia Hord ; - Mlăceni - după țarina Omlaca ; - Păraiești - zona cu mai multe pâraie și a fost dominată de familia Margea ; - Hărduțesti - familia Hărduț ; - Ceptulești - familia Caba ; - Blajulești - după familia bogătașilor Blaj Damica și Blaj Jurca ; - Vălenii - pe valea Tălagiului.

Primele date scrise despre sat le avem din prima jumatate a secolului XV (1439) , dar aceasta nu înseamnă că satul datează numai de atunci . Profesorul Traian Mager, arăta în lucrarea sa ,,Ținutul Hălmagiului’’ că această zonă a fost populată încă din Epoca pietrei datorită zăcămintelor de opal dur și cremene, materiale necesare omului primitiv la confecționarea uneltelor . Această ipoteză este confirmată și de săpăturile arheologice efectuate începând de la Iosășel până la Rostoci și Aciuța apoi la Brotuna și Basarabasa care au scos la suprafață așezări din Paleoliticul inferior . Vestigii ale civilizației dacilor au fost descoperite în satul Gura Văii constând în obiecte de ceramică ca : ciururi , pahare , cești dacice și unelte din metal ca : topoare, seceri, clești, arme, podoabe și monede. Tot aici a fost descoperit în anul 1886 un frumos tezaur ce constă în doua inele cu pandativ din argint, un fragment de colier din argint și 70 de monede grecești din argint. (Depozitate la Muzeul Crișurilor –Oradea ). Dacii acestor meleaguri au excelat în prelucrarea argintului prin arta monetară, monedele având în general pe verso capul lui Hercules , iar pe revers calul și călărețul , ambele efigii destul de degenerate. Aceste descoperiri demonstrează frecvența așezărilor dacice, puterea economică a acestor centre care au emis moneda proprie , dar și vremuri tulburi din timpul lui Burebista. Prin analogie , putem afirma că și Tălagiu, ce se află la un pas de aceste localități mai sus menționate , a fost locuit din cele mai vechi timpuri pe dealurile ce îl înconjoară . Deoarece Tălagiu a fost cuprins în administrația Hălmagiului , putem spune că istoria districtului Hălmagiului (Voievodatului) este și istoria Tălagiului , care la 1444 a intrat sub stăpânirea lui Iancu de Hunedoara , ce la rândul său , la 10 aprilie 1451 , confirma pe Voievodul Moga din Hălmagiu în drepturile sale de voievod al românilor din regiunile (voievodatele) Căpâlna, Hălmagiu și Băița, ca rasplată pentru ajutorul dat cu oameni districtului său la învingerea turcilor la Câmpia Mierlei din Serbia . În 1566, turcii au invadat pentru prima dată Valea Crișului Alb, oprindu-se în Tălagiu, fiindcă Nicolae Ciucianu , comandantul Palăcii din Ciuci (Vârfurile) le-a oprit înaintarea . La 1585 sunt opriti din nou la Tălagiu , iar în 1559 au năvălit împreună cu tătarii aprinzând satele pâna la Baia de Criș. După pacea de la Carlovitz din 1699 , turcii se retrag din aceste ținuturi , iar Tălagiu și satele din jur intră sub coroana maghiară , apoi la 1739 sunt vândute lui Iacob Bibici, care la rândul lui le vinde consilierului aulic al Transilvaniei Iosif Kozma în 8 anul 1751 . Astfel se instaureză familia Kozma de origine secuiască în zonă , deținând averi și castele în Tălagiu și Pleșcuta până în 1887 , când averile au început să treacă în mâinile țăranilor . Din familia Kozma au rămas în Tălagiu trei grofi : Kozma Giula, Kozma Laoș, si Kozma Karoly, acesta din urmă a avut un rol nefast în Revoluția de la 1848, s-a pus în funtea unei bande de unguri care au devastat satele și au ucis mai mulți români. Conform rapoartelor protopopilor din Hălmagiu : Moga și Modovan despre Revoluția de la 1848-1849 în Plasa Hălmagiu , aflăm că în Tălagiu au fost împușcați în revoluție patru localnici : Arsenie Hărduț – cantor de 50ani , Nicolae Neamț - 31 ani , Ioan Hărduț , iar Spiridon Cozma împușcat chiar în casa lui Cosma Karoli , care , pe lângă jafurile făcute în zona , a impus satului să plătească 500 de florini vechi ca să cruțe satul de a fi ars , cum au fost arse alte sate în Zarand . În primul razboi mondial au căzut eroic 26 de tălăgeni, iar actul Unirii de la 1 Decembrie 1918 a fost marcat prin prezența la Alba Iulia a câtorva tineri entuziaști din sat care au luat un drapel tricolor ce s-a păstrat în Biserică până în anul 1967 când a fost transferat la Mânăstirea Gai – Arad . În anul 1848 e menționată o răscoală locală în Tălagiu , revoluționarii asediază conacul grofului din sat. (Actuala scoală primară). Reforma agrară din 1921 a avut urmările ei pozitive și această zonă prin expropierea terenurilor marilor moșieri și împroprietăririle cu pământ și păduri , ducând la ameliorarea situației economice a populației din zonă . Începând cu 1945 , prin procesul de sovietizare și dictatură comunistă populația suferă, sunt luate de la stat pădurile , se trece la cooperatizarea forțată , deși suprafața arabilă era mică și solul avea o fertilitate scăzută . Singurul sat necooperativizat din zonă rămâne Budestiul , unde populația supusă la cote , impozite , contracte , părăsește localitatea , plecând spre zona Aradului .

## Economia
Economia cunoaște în prezent o dinamică puternică, cu creșteri importante semnalate în toate sectoarele de
activitate. Sectorul economic secundar este reprezentat de exploatările de andezit, de exploatările forestiere și de prelucrarea lemnului.

## Turism
Slaba propagandă și depărtarea de centrul administrativ al județului, structura proastă a drumurilor, lipsa sistemului de alimentare cu apă curentă și a sistemului de canalizare și multe altele , au condus la lipsa de preocupare aproape totală pentru dezvoltarea turismului în aceste locuri. Cu toate acestea, peisajul, coregrafia terenurilor, varietatea pădurilor, bogăția produselor alimentare naturale, apele naturale, clima blandă, aerul pur și ozonat, recomandă în suficientă măsură , pentru amatorii de turism montan și nu numai , vizitarea acestei zone . La toate acestea , poate fi adăugat gradul de cultură și civilizație al zonei, sufletul cald și bun, omenia și spiritul de întrajutorare care-i caracterizează pe locuitorii localitătii Tălagiu. Arealul depresionar Gurahonț - Hălmagiu are o destinație pentru turismul rural și agroturism, turismul de vânătoare și pescuit sportiv, turism cultural, etc. Datorită faptului că această zonă prezintă o varietate de valori culturale tradiționale, valorificarea potențialului turistic prin intermediul pensiunilor și gospodăriilor agroturistice este o activitate de perspectivă cu mari promisiuni în viitorul apropiat. Importanța reliefului pentru turism derivă , pe deoparte , din faptul că el constituie cadrul general în care acesta se desfasoară. Relieful reprezintă pe de altă parte unul dintre cei mai importanți factori naturali de atracție, care generează mai multe tipuri de motivații turistice, adică tipuri de turism. Astfel, se practică turismul montan și de agrement: drumeții spre vârfurile cele mai înalte aparținătoare localității; tot pentru agrement sunt și cele două cabane de pe dealul Mogoș din satul Tălagiu. Turismul ecologic este mai puțin practicat în apropierea localității noastre. Turismul religios de asemenea este practicat pe teritoriul localității noastre, fiecare biserică fiind o atracție turistică într-un fel sau altul , însa biserica din satul Budești, aflată la 4 km de localitatea Tălagiu constitue unul aparte. A fost construita în 1772, în 1850 s-a pictat și s-a sfințit. Biserica este acoperită din șindrila, iar turla este din schelet de lemn de stejar învelit cu șindrila la bază, iar vârful cu tablă zincată. Ușile sunt din lemn de brad, ferestrele la fel, tavanul e din arc de scândură cu semicerc pictat direct pe lemn, pereții bisericii sunt din bârne de stejar pictate în interior, iar iconostasul este din lemn pictat. De menționat că biserica nu are soclu sau fundație, pereții rezemându-se direct pe pământ, pardoseala nu este din lemn, ci din 58 pământ. În prezent biserica se află în atenția unui grup de muzeografi din Timiș și Hunedoara (date preluate din arhiva bisericii). Turismul cultural- istoric ar putea fi o alta forma a turismului practicat în zonă, deoarece în localitatea Tălagiu există monumente istorice și culturale , ca de exemplu , școala din Tălagiu este un vechi castel care datează din 1849. Agroturismul este cel mai bine dezvoltat în localitatea noastră. Prima dată casele tradiționale, portul popular, țesăturile și broderiile constitue o atracție de mare importanță pentru turiști; de asemenea alte atracții turistice sunt: metodele tradiționale de prelucrare a țuicii din fruct, brânzeturi din lapte de vacă sau bivoliță, la care se adaugă obiceiurile și practicile tradiționale: dansuri populare, colindat, călarit, plimbare cu căruța și cu sania trasă de cai. În localitatea Tălagiu , o mare atracție turistică este sărbătoarea ,,Fii satului’’ , cu tradiționala plăcintă cu brânza.
Obiective turistice:
- Valea  Galiței
- Valea  Ursului
- Mina de aur
- Defileul Crișului Alb

## Vezi și
- Biserica de lemn din Tălagiu

## Galerie

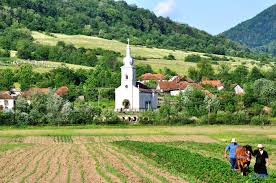
Biserica Talagiu

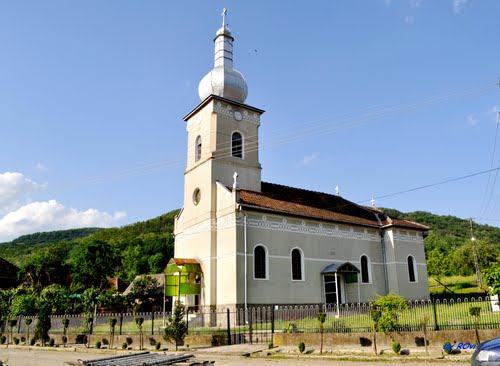
Biserica Tălagiu

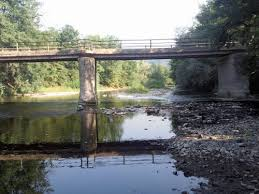
Podul peste Crișul Alb

1. ↑  x indică operatorul telefonic; 2 pentru Romtelecon; 3 pentru alți operatori de telefonie fixă